# Atari Lynx

Logo konsoli

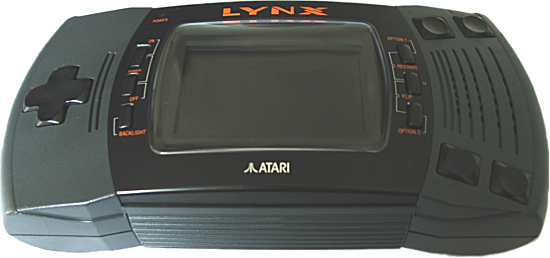
Atari LYNX II

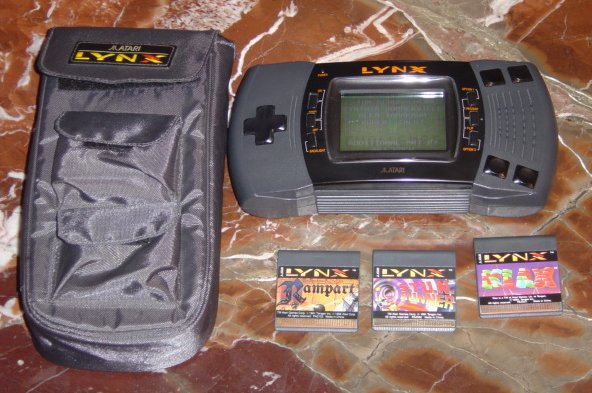
Atari LYNX II z pokrowcem i grami

Atari Lynx – pierwsza na świecie przenośna konsola gier wideo z kolorowym wyświetlaczem, wyprodukowana przez przedsiębiorstwo Atari. Pierwotnie projekt nazywał się „Handy”, został zaprojektowany przez firmę Epyx i gotowy był już w 1987 roku. Z powodu kłopotów finansowych firma Epyx doszła do porozumienia z firmą Atari, która zajęła się produkcją konsoli, natomiast Epyx zająć miał się oprogramowaniem dla konsoli.
Konsola pojawiła się w sprzedaży w 1989 roku w USA (w Polsce w 1991) – w tym samym roku, co konsola Game Boy firmy Nintendo z monochromatycznym wyświetlaczem. Podstawową wadą był bardzo duży pobór prądu z baterii, które wystarczały zaledwie na 3 do 5 godzin gry.
W roku 1991 pojawiła się druga wersja (w Polsce w 1993), konsola została odświeżona, zmieniono obudowę, ulepszono układ zasilania, dodano dźwięk stereo.

## Dane techniczne

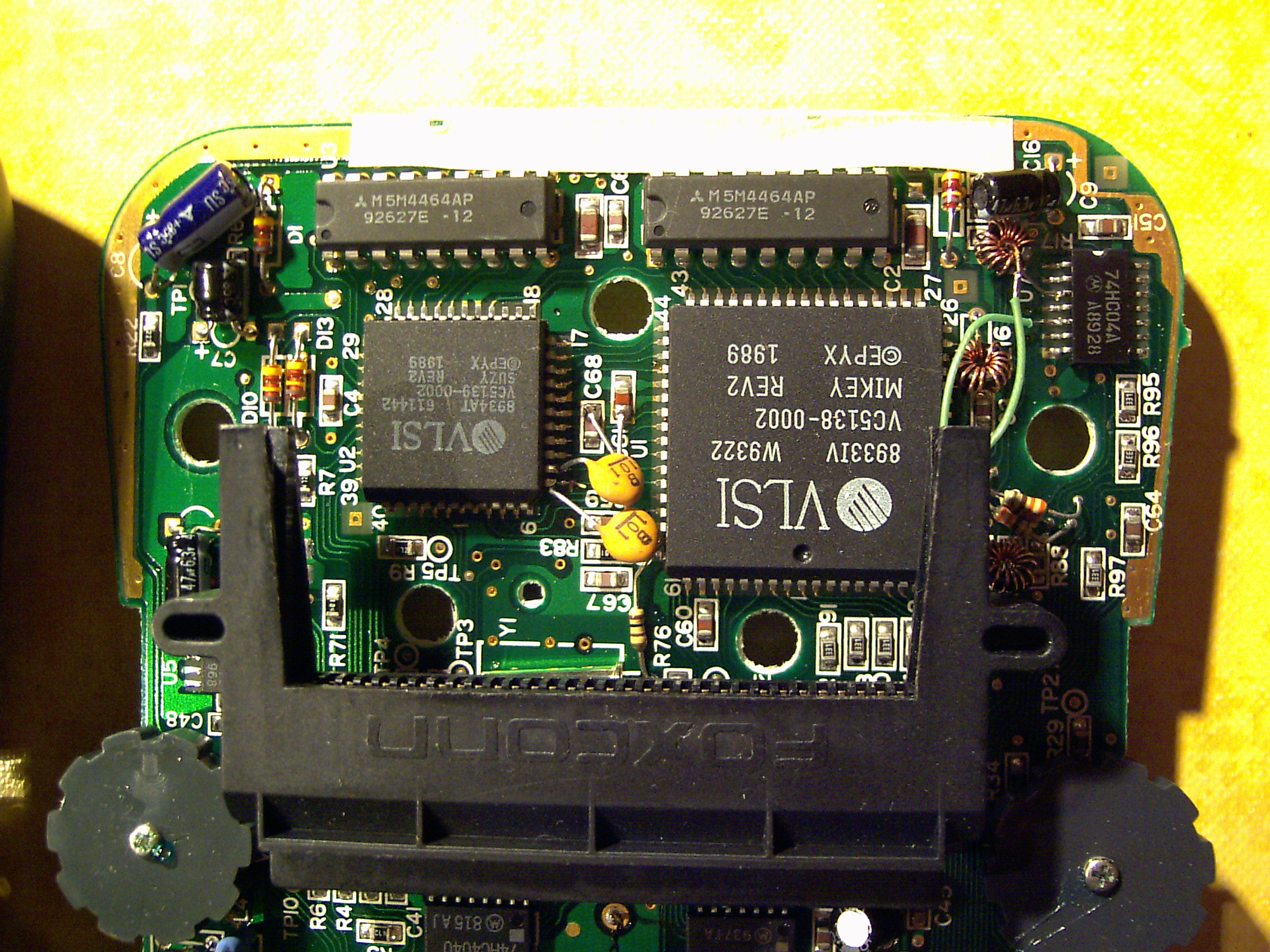
Układy specjalizowane „Mikey” i „Suzy” na płycie LYNX I

- „Mikey” (8-bitów, układ w technologii CMOS pracujący z prędkością 16 MHz)
  - procesor MOS 65SC02 pracujący z częstotliwością 4 MHz
    - 8-bitów, 16-bit przestrzeń adresowa

  - układ dźwiękowy
    - 4 kanały syntezy opartej na LFSR
    - 8 bitowy przetwornik dla każdego kanału

  - sterownik DMA wideo dla wyświetlacza LCD
    - 4,096 kolorów, 12 bitowa paleta
    - 16 kolorów jednocześnie (z palety 4 bitowej) na linię (więcej niż 16 kolorów może być wyświetlane jednocześnie przy zmianie palety w każdej linii)

  - 8 liczników systemowych (2 zarezerwowane dla LCD, jeden dla UART)
  - kontroler przerwań
  - UART (dla ComLynx) (prędkość do 62500 bodów)
  - 512 bajtów dla bootstrapa i ROM-u gier

- „Suzy” (16 bitów, układ w technologii CMOS pracujący z prędkością 16 MHz)
  - układ graficzny
    - sprzętowe wspomaganie
    - nieskończona liczba duszków z detekcją kolizji
    - sprzętowe efekty skalowania, wykrzywiania, przemieszczania
    - sprzętowe dekodowanie skompresowanych danych
    - sprzętowe wycinanie i wielokierunkowe przewijanie
    - możliwa prędkość wyświetlania do 75 ramek na sekundę
    - standardowa rozdzielczość 160×102 (16 320 adresowalnych pikseli)

  - koprocesor matematyczny
    - sprzętowe 16-bit × 16-bit → 32-bit mnożenie z opcją akumulacji; 32-bit ÷ 16-bit → 16-bit dzielenie
    - równoległa praca procesora lub dzieleni instrukcji
- RAM: 64 KB 120 ns DRAM

- nośniki danych: kartridż – 128, 256 i 512 KB, możliwe jest używanie pojemności do 2 MB ze zmianą banków pamięci.

- złącza:
  - słuchawek 3,5 mm stereo; mono w Lynx I
  - ComLynx (szeregowe, łączenie kilku konsoli w sieć)
- kolorowy ekran LCD 3,5 cala z podświetleniem CCFL
- sześć baterii typu AA, pozwala na używanie urządzenia przez 4–5 godzin